# John Davis (Robbenjäger)
John Davis (* 1784 in Surrey) war ein aus England stammender US-amerikanischer Robbenjäger. Er gilt als der Kapitän des Schiffes, von dem aus erstmals Menschen auf dem antarktischen Kontinent landeten.

## Leben
Davis, der als 16-Jähriger der britischen Handelsmarine beigetreten war, begab sich auf der Suche nach neuen Jagdgründen für die Robbenjagd insgesamt sieben Mal in antarktische Gewässer. Am 7. Februar 1821 will er dabei, knapp nach den ersten Sichtungen des Kontinents durch Fabian von Bellingshausen, Michail Petrowitsch Lasarew, Edward Bransfield und Nathaniel Palmer, einige seiner Männer mit einem Boot an Land geschickt haben, um nach Robben Ausschau zu halten. Diese Männer könnten die Ersten gewesen sein, die den neuentdeckten Kontinent betreten haben. Es gibt allerdings Historiker, die seine Angaben bezweifeln.
Nach Davis ist die 74 km lange Davis-Küste in Grahamland benannt.